# エミル・スパヒッチ
エミル・スパヒッチ（Emir Spahić、1980年8月18日 - ）は、ユーゴスラビア（現クロアチア）・ドゥブロヴニク出身の元サッカー選手。クロアチア人の父とボスニア人の母を持ち、5歳下の弟アレンもサッカー選手としてプレーした。
従兄弟のエディン・ジェコもサッカー選手である。

## 経歴
クロアチアのNKザグレブから、ロシアのFCロコモティフ・モスクワ、FCトルペド・モスクワ、シンニク・ヤロスラヴリといったクラブに所属した。
2009年6月24日、2009-10シーズンよりリーグ・アンに昇格したモンペリエHSCに加入。リーグデビュー戦となったパリ・サンジェルマンFC戦では94分に得点をあげ、1対1の引き分けでクラブは昇格後初の勝ち点を獲得した。その後も守備の要として活躍し、空中戦にも強さを見せた。2010年1月、クラブはスパヒッチとの契約を2014年6月まで延長した。
2011年7月4日、スペインのセビージャFCと3年契約を結んだ。移籍金は200万ユーロ。2013年2月26日にロシア・プレミアリーグのFCアンジ・マハチカラにレンタル移籍することが決まった。
2013年6月、バイエル・レバークーゼンへ2年契約で完全移籍。
2015年4月8日に行われたDFBポカールのFCバイエルン・ミュンヘン戦後に、スタジアムの警備員に対しての傷害事件を起こして検察の捜査対象となり、この事件が原因で4月12日にレヴァークーゼンとの契約を解除された。
2015年7月5日、ハンブルガーSVと2016年6月までの1年契約で移籍。
また、スパヒッチは現在ボスニア・ヘルツェゴビナ代表の主将を務めている。スパヒッチの代表戦での初ゴールは2006年2月28日、ドイツ・ドルトムントのヴェストファーレンシュタディオンで行われた日本代表戦（2-2）だった。
2014年8月に代表引退を表明したが、10月に復帰した。

## 代表歴

### 出場大会
- ボスニア・ヘルツェゴビナ代表
  - 2014 FIFAワールドカップ

### 試合数
- 国際Aマッチ 94試合 6得点（2003年-2018年）[12]

| ボスニア・ヘルツェゴビナ代表 | 国際Aマッチ | 国際Aマッチ |
| 年                           | 出場        | 得点        |
| ---------------------------- | ----------- | ----------- |
| 2003                         | 4           | 0           |
| 2004                         | 4           | 0           |
| 2005                         | 8           | 0           |
| 2006                         | 5           | 1           |
| 2007                         | 0           | 0           |
| 2008                         | 6           | 1           |
| 2009                         | 10          | 0           |
| 2010                         | 8           | 0           |
| 2011                         | 10          | 1           |
| 2012                         | 7           | 0           |
| 2013                         | 9           | 0           |
| 2014                         | 7           | 0           |
| 2015                         | 9           | 0           |
| 2016                         | 6           | 3           |
| 2017                         | 0           | 0           |
| 2018                         | 1           | 0           |
| 通算                         | 94          | 6           |